# Anfímikha
Anfímikha (en rus: Анфимиха) és un poble de l'óblast de Vladímir, a Rússia, segons el cens del 2010 tenia 4 habitants. Pertany al districte municipal de Sóbinka.